# マイケル・コスティガン
マイケル・コスティガン（Michael Costigan）は、アメリカ合衆国の映画プロデューサーである。

## 人物
ソニー・ピクチャーズ エンタテインメント傘下のコロンビア ピクチャーズの元プロダクジョン・エグゼクティブであり、彼の指揮下では『アンソニーのハッピー・モーテル』（1996年）、『ラリー・フリント』（1996年）、『ガタカ』（1997年）、『17歳のカルテ』（1999年）、『チャーリーズ・エンジェル』（2000年）などが製作された。ソニーを離れた後は『ブロークバック・マウンテン』（2005年）で製作総指揮を務めた。2005年から2012年まではスコット・フリー・プロダクションズの社長を務めた。スコット・フリーを離れた後は製作会社COTAを立ち上げ、ソニーと2年契約を結んだ。

## フィルモグラフィ
- ブロークバック・マウンテン Brokeback Mountain (2005) 製作総指揮
- ライトアップ! イルミネーション大戦争 Deck the Halls (2006) 製作
- アメリカン・ギャングスター American Gangster (2007) 製作総指揮
- 賢く生きる恋のレシピ Smart People (2007) 製作
- ワールド・オブ・ライズ Body of Lies (2008) 製作総指揮
- Tell-Tale (2009) 製作
- サブウェイ123 激突 The Taking of Pelham 123 (2009) 製作総指揮
- 汚れなき情事 Cracks (2009) 共同製作
- 僕の大切な人と、そのクソガキ Cyrus (2010) 製作
- クリステン・スチュワート ロストガール Welcome to the Rileys (2010) 製作
- ロビン・フッド Robin Hood (2010) 製作総指揮
- ロバート・デ・ニーロ エグザイル Being Flynn (2012) 製作
- プロメテウス Prometheus (2012) 製作総指揮
- ザ・イースト The East (2013) 製作
- イノセント・ガーデン Stoker (2013) 製作
- ファーナス/訣別の朝 Out of the Furnace (2013) 製作
- 悪の法則 The Counselor (2013) 製作総指揮
- Mr.&Ms.スティーラー Lying and Stealing (2019) 製作
- アウトサイダー The Outsider (2020) 製作総指揮
- フランクおじさん Uncle Frank (2020) 製作